# Ambrogio Viale
Ambrogio Viale (Porto Maurizio, 5 novembre 1900 – 23 marzo 1976) è stato un politico italiano.

## Biografia
Avvocato ligure, venne eletto all'Assemblea Costituente nelle file della Democrazia Cristiana. 
Fu nominato nel periodo 1945/46 prefetto di Imperia.
Divenne poi Deputato, rimanendo in carica dalla I alla IV legislatura, fino al 1968.
Morì all'età di 75 anni nel marzo 1976.